# Mordechaj Elijahu
Rabi Mordechaj Cemach Elijahu (hebrejsky מרדכי צמח אליהו‎, žil 3. března 1929 – 7. června 2010) byl rabín, posek a duchovní vůdce. Působil jako sefardský vrchní rabín Izraele v letech 1983 až 1993.

## Život
Elijahu se narodil v jeruzalémském Starém městě jako syn rabína Salmana Elijahu, jeruzalémského kabalisty z irácko-židovské rodiny, a jeho ženy Mazal. Salman zemřel, když byl Elijahu ještě dítě.
V r. 1960 se Elijahu se stal nejmladším jmenovaným dajanem v novodobé izraelské historii. Působil čtyři roky jako vrchní rabín v Beerševě a poté byl zvolen členem Nejvyššího rabínského soudu v Jeruzalémě. V této funkci setrval i během svého působení jako vrchní rabín Izraele a také po odchodu z této funkce. Byl otcem čtyř dětí; jeho syn, rabi Šmu'el Eliyahu, je nyní vrchním rabínem Safedu.
Zasazoval se za uchování iráckého židovského ritu v liturgii a prosazoval v halaše názory Ben Iš Chaje. Nesouhlasil se snahou rabi Ovadji Josefa zavést jednotný „izraelský sefardský“ ritus, založený na Šulchan aruchu a jeho vlastních halachických názorech. V tomto duchu je uspořádán i jeho sidur, který vydal pod názvem Kol Elijahu.
Rabi Elijahu byl jedním z duchovních vůdců náboženského sionismu a byl výslovným odpůrcem odsunu z Gazy v r. 2005. Byl považován za poněkud kontroverzního kvůli podpoře, kterou po několik desetiletí poskytoval směru, některými označovanému za radikální pravici náboženského sionismu. Byl přítelem rabi Me'ira Kahaneho a jeho rodiny. Oddával jeho syna Binjamina Ze'eva Kahaneho a pronesl hesped, smuteční proslov, na pohřbu Me'ira Kahaneho. Dlouhá léta podporoval Jonathana Pollarda a v době jeho uvěznění se stal jeho duchovním učitelem.
Poslední léta rabi Elijahu fyzicky trpěl. 24. srpna 2009 se zhroutil ve svém domově a byl v bezvědomí převezen do nemocnice. Zemřel 7. června 2010 v nemocnici Ša'arej Cedek na komplikace spojené se srdeční chorobou. Jeho pohřeb se konal tentýž den ve 22 h v Jeruzalémě a zúčastnilo se ho okolo 100 000 lidí.

## Vrchní rabín
Během svého působení ve funkci vrchního rabína Izraele v letech 1983-1993 se rabi Elijahu snažil o navázání kontaktu se sekulární židovskou společností, který by jí otevřel cestu k lepšímu pochopení židovských zvyků a jejich významu. Na svých četných cestách po Izraeli i po světě vždy zdůrazňoval význam židovského vzdělávání, dodržování šabatu, rodinné čistoty, potírání asimilace a podpory alije. Kvůli tomuto cíli byl ochoten vstoupit do sekulárního prostředí, kde navazoval kontakty s různými židy a příležitostně přednášel v mošavech a kibucech.

## Názory
Během odsunu z Gazy rabi Elijahu vydal prohlášení, které bylo interpretováno jako zákaz ortodoxním židům účastnit se nebo podporovat vyhnání židů z pásma Gazy. Elijahu později uvedl, že neměl v úmyslu podporovat vojáky v "aktivní resistenci".
Jeho syn, Šmu'el Elijahu, který je vrchním rabínem Safedu, řekl, že jeho otec nesouhlasil se vstupem pozemních jednotek do Gazy, které by mohlo ohrozit izraelské vojáky.
V lednu 2005 rabi Elijahu uvedl, že tsunami v r. 2004 byl "Boží trest" seslaný na asijské vlády za podporu izraelského plánu na jednostranné stažení.
V květnu 2007 napsal dopis izraelskému premiérovi Ehudu Olmertovi, v němž uvedl, že „z morálního hlediska by nic nebránilo nediskriminativnímu zabíjení civilistů během možné rozsáhlé vojenské operace v Gaze zaměřené na zastavení raketového ostřelování.“.
Rovněž v roce 2007 odpověděl v rozhovoru pro charedi rozhlasovou stanici "Kol ha-emet" v předvečer Dne památky holokaustu na dotaz, jaký byl hřích šesti milionů zavražděných v holokaustu: „Tito lidé byli nevinní, ale reforma začala v Německu. Tito reformátoři víry začali v Německu, a protože je řečeno, že hněv Boží nerozlišuje mezi spravedlivým a zlovolným – došlo k tomu, k čemu došlo.“
V roce 2008 při vzpomínkové bohoslužbě připomínající smrt 8 studentů ješivy Merkaz ha-rav zabitých při teroristickém útoku, řekl: „I kdybychom hledali odplatu, je důležité si ujasnit jednu věc – život jednoho studenta ješivy je cennější, než životy tisíce Arabů. Talmud říká, že oč pohané okradou Izrael ve stříbře, zaplatí zpátky ve zlatě, a vše, co bylo sebráno, bude vynahrazeno několikanásobně, ale v případech, jako je tento, nelze škodu vynahradit, neboť, jak jsem řekl – život jednoho studenta ješivy je cennější, než životy tisíce Arabů.“